# فریدریش گئورگ ویلهلم فون اشترووه
فریدریش گئورگ ویلهلم فون اشترووه (آلمانی: Friedrich Georg Wilhelm von Struve؛ زاده ۱۵ آوریل ۱۷۹۳ – درگذشته ۲۳ نوامبر ۱۸۶۴) یک اخترشناس اهل آلمان بود.

## توضیحات
1. ↑  (به روسی: Vasily Yakovlevich Struve)